# آنتونیو لوپاتلی
آنتونیو لوپاتلی (ایتالیایی: Antonio Lupatelli؛ ۱۹۳۰ – ۱۸ مه ۲۰۱۸)، هنرمند کمیکس، تصویرساز، و نویسنده ایتالیایی بود که با نام مستعار تونی ولف فعالیت می‌کرد. لوپاتلی برای تصویرسازی کتاب‌های کودکان شهرت دارد. او همچنین در آفرینش نگاره‌های سریال اقتباسیِ پینگو، مشارکت داشت.